# Chêne-Bernard
Chêne-Bernard es una comuna francesa situada en el departamento de Jura, en la región de Borgoña-Franco Condado.

## Demografía
| 64 | 58 | 54 | 78 | 68 | 62 | 73 | 69 |
| Para los censos de 1962 a 1999 la población legal corresponde a la población sin duplicidades (Fuente: INSEE [Consultar]) |    |    |    |    |    |    |    |